# Goraler
Goraler (polsk: górale goralsk: górole) er en folkegruppe som lever i bjergkæden Beskiderne i Karpaterne i det sydlige Polen, samt i Slovakiet. Goralerna taler en dialekt af polsk.

## Historie
Goralerne som en separat etnografisk undergruppe begyndte at dannes i det 14. århundrede, med ankomsten af de første polske bosættere fra Lillepolen som ville bosætte sig og dyrke jorden omkring det, der i dag er Nowy Targ og langs Dunajec-dalen, der begyndte i de tidlige tolv hundrede. Før det var Podhale en ubeboet region tyndt befolket af banditter, der valgte det utilgængelige bjergrige terræn for at gemme sig for retfærdigheden.
Mellem slutningen af det 13. og 15. århundrede migrerede valakiske hyrder til regionen, der gradvist flyttede mod nordvest fra Balkanhalvøen over Karpaterne og slog sig ned i de polske lande der. De lokales indledende kontakt med Valakerne var vanskelig. Den middelalderlige krønikeskriver Jan Długosz beskrev de nomadiske hyrder som brutale og lovløse. De nyankomne medbragte imidlertid en særskilt metode til at opdrætte husdyr i bjergene, som var anderledes end den, som bosætterne fra det lillepolske lavland praktiserede, og med sammensmeltningen af de to kulturer begyndte en ny lokal livsstil at dukke op, og den efterfølgende assimilering af Valakerne.